# Come fu rapita Pearl Button
Come fu rapita Pearl Button (How Pearl Button Was Kidnapped) è un racconto di Katherine Mansfield del 1912. Fu pubblicato per la prima volta sulla rivista letteraria Rhythm nel settembre 1912 con lo pseudonimo di Lili Heron. Fu ripubblicato in Something Childish and Other Stories (1924).
Il testo è scritto in stile modernista, senza una struttura prestabilita e con molti cambiamenti nella narrazione.

## Trama
Pearl Button sta giocando in giardino mentre sua madre sta stirando i vestiti. Due donne Maori le si avvicinano e le chiedono se vuole fare un giro con loro. Dopo una lunga passeggiata arrivano a un insediamento Maori, dove alla bambina viene dato un frutto da mangiare. Dopodiché si dirigono verso il mare, che Pearl non ha mai visto e giocano per un po'. Poi, all'improvviso, degli uomini vestiti di blu vengono a prenderla.

## Temi principali
- Cultura Maori: la storia è scritta dalla prospettiva della bambina, che si avvicina subito alla cultura Maõri. Tuttavia, è spaventata dagli uomini vestiti di blu che vengono a prenderla.